# Valerio Massimo Manfredi
Valerio Massimo Manfredi (Castelfranco Emilia, 1943. március 8. –) olasz író, újságíró, történész, régész. Olvasmányos történelmi regényei óriási népszerűségnek örvendenek hazájában és a világ számos országában.

## Élete
A Bolognai Egyetemen irodalmat tanult, majd a milánói Szent Szív Katolikus Egyetemen az ókori topográfia területére specializálódott. 1978 óta számos európai (és Európán kívüli) egyetemen előadásokat tart (Salamanca, Birmingham, Velence, Chicagói Loyola Egyetem, Párizsi École Pratique des Hautes Etudes intézmény) és régészprofesszora a milánói Bocconi Egyetemnek.
Mint régész expedíciókat vezetett és ásatásokat végzett a Földközi-tenger környékén és a Közel-Keleten, többek között Thor Heyerdahllal. Számos tanulmány, tudományos újságcikk és regény szerzője; forgatókönyvet írt játékfilmekhez és tévéműsorokhoz, rovatvezető a Panorama és az Il Messaggero olasz lapokban és újságíróként dolgozik az Archeo és a Focus számára. Tudományos munkája folytán kezdett el regényeket írni, amelyek közül a legismertebb a Nagy Sándor életéről szóló háromkötetes biográfia.
Felesége Christine Fedderson Manfredi, aki publikált műveit olaszból angolra fordítja.

## Kitüntetései
- 1999 – Man of the Year címmel tüntette ki az American Biographical Institute
- 2003 – Az Olasz Köztársaság becsületrendjének lovagja cím[2]
- 2004 – Premio Capo d'Orlando – Premio Scientifico (tudományos díj), 2004[3]
- Hemingway Award
- Rhegium Julii Award for fiction
- 2006 – Magna Grecia Award[4]
- 2008 – Az elveszett légió (L’Armata perduta) című regényével elnyerte a Bancarella-díjat[5]

## Bibliográfia
- 1985 – Palladion
- 1988 – Lo scudo di Talos
- 1990 – L'oracolo
- 1994 – Le paludi di Hesperia
- 1996 – La torre della solitudine
- 1998 – Trilogia di Aléxandros
- Il figlio del sogno – Alexandrosz 1. – Egy álom gyermeke, Focus Kiadó ISBN 978-963-9468-24-5
- Le sabbie di Amon – Alexandrosz 2. – Ámon homokdűnéi, Focus Kiadó ISBN 978-963-9468-25-2
- Il confine del mondo – Alexandrosz 3. – A föld végső határáig, Focus Kiadó ISBN 978-963-9468-26-9
- 1998 – Il faraone delle sabbie
- 2001 – Chimaira
- 2002 – L'ultima legione
- 2002 – I cento cavalieri – rövid elbeszélések antológiája
- 2003 – Il tiranno
- 2003 – L'isola dei morti
- 2005 – L'impero dei draghi
- 2005 – Hotel Bruni
- 2005 – Bagradas
- 2005 – Il romanzo di Alessandro
- 2006 – Zeus e altri racconti
- 2007 – L'armata perduta; Az utolsó légió ISBN 978-963-547-937-5

## Magyarul
- Alexandrosz, 1-3.; Focus, Pécs, 2003
  - 1. Egy álom gyermeke; ford. Morvay Péter
  - 2. Ámon homokdűnéi; ford. Grüll Eszter
  - 3. A Föld végső határáig; ford. Benke László
- Az utolsó légió; ford. Balkó Ágnes; Magyar Könyvklub, Bp., 2003

## Regényeiből készült filmek
- 1998 – I guardiani del cielo (TV-film), a La torre della solitudine című regényből; A sivatag kincse[6]
- 2007 L'ultima legione; Az utolsó légió[7]